# Mathias Stricker
Mathias Stricker (* 1968 in Grabs SG) ist ein Schweizer Politiker. 2025 wurde er in den Solothurner Regierungsrat gewählt. Ausserdem amtet er in der Geschäftsleitung der Sozialdemokratischen Partei des Kantons Solothurn und als Vizepräsident der SP Bettlach.

## Leben
Mathias Stricker ist in Alt St. Johann SG und in Bellach SO aufgewachsen. Nach der Matura (Typus B) und der Ausbildung am Lehrerseminar Solothurn unterrichtete er bis 2025 an der Primarschule Bellach.
Seit 2011 war er Mitglied der Geschäftsleitung des Verbandes Lehrerinnen und Lehrer Solothurn LSO, von 2019 bis 2025 Präsident des LSO.
Er war von 2012 bis 2025 Mitglied des Kantonsrats des Kantons Solothurn (Legislative) sowie des Gemeinderats Bettlach (Exekutive).
2025 kandidierte Mathias Stricker um einen Sitz im Regierungsrat (Exekutive) des Kantons Solothurn. Der erste Wahlgang fand am 9. März statt, wo er aber wie alle anderen Kandidierenden das absolute Mehr verpasste, weshalb er beim zweiten Wahlgang vom 13. April erneut antrat. In diesem Wahlgang wurde er gewählt; er trat das Amt am 1. August 2025 an und übernahm das Departement für Bildung und Kultur von Remo Ankli, der nicht zur Wiederwahl angetreten war.